# Ove Grahn
Jan-Olof Grahn, genannt Ove Grahn (* 9. Mai 1943 in Norra Fågelås; † 11. Juli 2007 in Alingsås) war ein schwedischer Fußballspieler. Der Stürmer, der einen Großteil seiner Karriere in der Schweiz verbrachte, nahm an zwei Weltmeisterschaften teil. 1971 wurde er Schweizer Landesmeister und zwei Jahre später Torschützenkönig der Nationalliga A.

## Werdegang
Grahn begann seine Fußballerkarriere in seiner Geburtsstadt beim lokalen Sportverein Norra Fågelås IF. Für den Klub erzielte er als 17-Jähriger in 14 Spielen 40 Tore. Damit verhalf er der Mannschaft, der insgesamt 52 Saisontore gelangen, quasi im Alleingang zum Klassenerhalt, machte aber auch höherklassig auf sich aufmerksam.
Der Erstligist IF Elfsborg sicherte sich die Dienste Grahns. In der Spielzeit 1961 kam er für den Klub in vier Spielen in der Allsvenskan zum Einsatz und konnte sich am Saisonende als schwedischer Meister feiern lassen. Sein Talent blieb auch dem Svenska Fotbollförbundet nicht verborgen und 1962 erhielt er seine erste Nominierung für ein Länderspiel der schwedischen Nationalmannschaft. Beim 3:0-Erfolg über die finnische Landesauswahl am 19. Juni des Jahres krönte er sein Nationalmannschaftsdebüt mit dem Treffer zur zwischenzeitlichen 1:0-Führung.
Bis 1965 gelangen Grahn im Trikot von IF Elfsborg in 91 Spielen 62 Tore. Mit dieser Quote machte er sich international interessant und wurde wie seine Landsmänner Bo Larsson, Ove Kindvall oder Lars Granström von ausländischen Klubs umworben, wobei er Angebote aus Schottland und der Schweiz vorliegen hatte. Er nahm als 22-Jähriger ein Angebot des Schweizer Klubs Grasshopper Club Zürich an. Schnell etablierte er sich beim Klub im Angriff und erreichte 1968 mit 14 Saisontoren den vierten Rang der Torschützenliste der Nationalliga A.
1970 nominierte Nationaltrainer Orvar Bergmark Grahn für die Weltmeisterschaft in Mexiko. Nach einer 0:1-Niederlage gegen Italien, einem 1:1-Unentschieden gegen Israel und einem 1:0-Erfolg über Uruguay schied die Mannschaft aufgrund des schlechteren Torverhältnisses gegenüber den Südamerikanern als Dritter bereits in der Gruppenphase aus. Dennoch gelang ihm mit dem 1:0-Siegtreffer in der Nachspielzeit im direkten Vergleich eines seiner bedeutendsten Länderspieltore.
Auch nach dem Turnier gehörte Grahn zu den bedeutendsten Stürmern der Schweizer Liga. 1971 beendete er mit GCZ die Saison punktgleich mit dem FC Basel an der Tabellenspitze. Im anschließenden Entscheidungsspiel um den Meistertitel trug er mit zwei Toren zum 4:3-Sieg und dem Gewinn der Meisterschaft bei. Zudem rangierte er in der Torschützenliste mit 16 Toren an zweiter Stelle hinter Walter Müller, der 19 Treffer markieren konnte. Zwei Jahre später stand der mittlerweile zu Lausanne-Sports gewechselte Angreifer mit 18 Saisontoren gemeinsam mit Ottmar Hitzfeld an der Spitze der Liste. 1973 wechselte er nach zwei Jahren in Lausanne zurück nach Zürich.
In der Nationalmannschaft gehörte Grahn ebenso zu den Stammkräften. Als Torschütze und Vorbereiter verhalf er in der Qualifikation zur Weltmeisterschaft 1974 in Deutschland der Mannschaft zur abermaligen Turnierteilnahme. Mit der Landesauswahl erreichte er im Turnier überraschend den Einzug in die zweite Gruppenphase, wo die Mannschaft trotz eines 2:1-Erfolgs über Jugoslawien nach Niederlage gegen Deutschland und Polen den dritten Platz belegte. Dabei kam er in allen sechs Partien zum Einsatz.
1975 triumphierte Grahn mit GCZ im Schweizer Ligacup. Ein Jahr später kehrte er nach Schweden zu Örgryte IS zurück. Im selben Jahr endete nach 45 Länderspielen, in denen er zehn Tore erzielen konnte, seine Nationalmannschaftskarriere.
Nach Ende seiner aktiven Laufbahn arbeitete Grahn als Wachtmeister in Alingsås. Dort verstarb er im Alter von 64 Jahren.